# Карліс Скалбе
Карліс Скалба (латис. Kārlis Skalbe, 7 листопада 1879 — 14 квітня 1945) — латвійський письменник і громадський діяч.

## Життєпис
Карліс Скалба народився 7 листопада 1879 року в Вецпіебалге Венденского повіту Ліфляндській губернії Російської імперії в сім'ї сільського коваля. Батько помер, коли хлопчику було 8 років, він формувався під впливом матері, дуже бідної і дуже релігійної, яка входила в місцеву громаду гернгутеров. Літом хлопчик працював пастухом, в ранньому підлітковому віці захопився поезією, прочитавши книгу віршів місцевого шкільного вчителя Петеріса Церіньша, і почав складати сам у віці 12 років.
Закінчив Вецпіебалгску церковно-приходську школу (1893). Після здачі учительського іспиту (1901) працював вчителем в Ергльскій школі (1901—1904). Під час Першої російської революції 1905 року редагував опозиційний журнал «Kāvi». Після настання реакції був змушений емігрувати, жив в Фінляндії та Норвегії (1906—1909). Повернувшись до Латвії, був заарештований за участь у революційній діяльності та протягом 18 місяців утримувався під вартою (1911—1913). У роки Першої світової війни був газетним співробітником ряду видань. У 1918 році був членом Тимчасової національної ради (пізніше Народної ради Латвії), депутатом Латвійського установчого зібрання (1920—1922), депутатом Сейму Латвії (1922—1925, 1931—1934).
Був керівником літературного відділу газети «Jaunākās Ziņas» (1920—1940), редактором журналів «Piesaule» (1928—1935) і «Latvju Mēnešraksts» (1942—1944), головою Латвійського союзу журналістів і літераторів (1929—1931).
Один з підписантів Меморандуму Центральної Ради Латвії від 17 березня 1944 року. У 1944 році емігрував до Швеції.
Був одружений з латвійською перекладачкою Лізет Скалба. Помер 14 квітня 1945 року в Стокгольмі, в 1992 році прах письменника був перепохований на батьківщині. У 1984 році було відкрито меморіальний будинок-музей Карліс Скалба.

## Нагороди
- Орден Трьох зірок III ступеня
- Орден Великого князя Литовського Гедиміна

## Твори

### Поезія
- Pie jūras (1898)
- Cietumnieka sapņi (1902)
- Kad ābeles zied (1904)
- Zemes dūmos (1906)
- Veļu laikā (1907)
- Emigranta dziesmas (1909)
- Sirds un saule (1911)
- Sapņi un teikas (1912)
- Daugavas viļņi (1918)
- Pēclaikā (1923)
- Vakara ugunis (1927)
- Zāles dvaša (1931)
- Klusuma melodijas (1941)

### Казки
- Kā es braucu Ziemeļmeitas lūkoties (1904)
- Ezerieša meita (1907)
- Pazemīgās dvēseles (1911)
- Ziemas pasakas (1913)
- Pasaka par vecāko dēlu un citas pasakas (1924)
- Muļķa laime (1932)
- Garā pupa (1937)
- Pasaka par zelta ābeli
- Kaķīša dzirnavas
- Pelnrušķīte
- Klusais burvis
- Pasaka par vērdiņu

### Публіцистика
- Mazās piezīmes (1920)

### Збірники
- Raksti, 1-2. R.: D.Zeltiņš (1906—1910)
- Kopoti raksti, 1-5. R. (1922—1923)
- Kopoti raksti, 1-10. R. (1938—1939)
- Raksti, 1-6. Stokholma (1952—1955)
- Pasakas. R.: LVI (1957)
- Dzeja. R.: LVI (1957)
- Saules vārdi (dzejas izlase). R.: Liesma (1969)
- Pasakas. R.: Liesma (1979)
- Dzīvības siltums (stāsti un tēlojumi). R.: Liesma (1980)
- Pasakas (izlase). R.: Atēna (1998)
- Pasakas (izlase). R.: Zvaigzne ABC (1998)
- Mūža raksti, 1-12. R.: Elpa (2001)